# 마에바라 미노루
마에바라 미노루(일본어: 前原 実, 1957년 7월 19일 ~ )는 일본의 배우이자 성우이다. 가고시마현 출신이며, 시그린 소속이다.